# Magic City
Magic City ist eine US-amerikanische Dramaserie von Mitch Glazer, die für den US-Kabelsender Starz produziert wurde. Sie spielt in den 1950er Jahren und zeigt, wie sich Ike Evans in Miami mit Hilfe der Mafia seinen Traum vom eigenen Luxushotel (Miramar Playa) erfüllt.
Die Erstausstrahlung erfolgte bei Starz ab dem 30. März 2012. Die deutschsprachige Version lief zunächst ab dem 30. September 2012 beim Pay-TV-Sender Sky Atlantic HD. Im Free-TV begann die Ausstrahlung der Serie am 15. Mai 2013 bei ZDFneo.

## Handlung
Der Hotelbesitzer Ike Evans steht im Mittelpunkt dieser Serie. Um sich jedoch den Traum vom eigenen Hotel verwirklichen zu können, musste er sich mit dem Mafiaboss Ben ‚The Butcher‘ Diamond arrangieren, der auch Teilhaber seines Hotels Miramar Playa ist. Um ihn wieder loszuwerden, unternimmt Evans diverse erfolglose Versuche. Im Gegenzug reist Diamond bis nach Chicago, zu seinem Boss Sy Berman und bittet ihn, Evans zu beseitigen. Ikes Evans ältester Sohn Stevie gerät ebenso in Gefahr, da er eine Affäre mit Diamonds Ehefrau Lily begonnen hat. Sein jüngerer Bruder Danny entschließt sich, ausgerechnet für Bezirksstaatsanwalt Jack Klein zu arbeiten, da er nicht ahnen kann, in welch krumme Geschäfte sein Vater verstrickt ist. Entsprechend geschockt ist er, als er durch seine Arbeit davon erfährt.
Ike Evans gelingt es, sich mit dem Ober-Mafia-Boss Sy Berman zu arrangieren, doch bekommen er und seine Geschäfte Probleme durch ein neues Glücksspielgesetz. Ehefrau Vera Evans ist ein ehemaliges Showgirl und weiß anfangs nichts von den illegalen Geschäften ihres Mannes und dem nächtlichen Treiben im Hotel. Die Söhne Danny und Stevie sowie Tochter Lauren stammen aus Ikes erster Ehe. Nachdem seine Frau verstorben war, hat er Vera geheiratet. Diese Ehe blieb kinderlos.

## Hintergrund
Bereits vor Ausstrahlung der ersten Episode wurde die Serie im März 2012 um eine zweite Staffel mit acht Episoden verlängert. Im August 2013 gab Starz allerdings die Einstellung der Serie nach der zweiten Staffel bekannt.
Die Titelmelodie ist eine Travestie von "Lujon" aus dem Album "Mr. Lucky Goes Latin" (1961).
Nach Einschätzung der Produzenten ist der Hintergrund dieser Serie, die in Miami zur Zeit der Kubakrise spielt, mit dem Film Casablanca vergleichbar. So wie damals zur Zeit des Dritten Reichs von Casablanca aus verdeckte Angriffe vorbereitet wurden und Menschen ihr Glück im Spiel und anderen Geschäften suchten, wollen sich auch hier im Miami von 1959 die von den Kommunisten vertriebenen Geschäftsleute Kubas eine neue Existenz aufbauen.

## Besetzung
| Rollenname      | Schauspieler          | Bemerkungen                                                                                    | Synchronsprecher          | Folge             |
| --------------- | --------------------- | ---------------------------------------------------------------------------------------------- | ------------------------- | ----------------- |
| Ike Evans       | Jeffrey Dean Morgan   | Hotelbesitzer, Vater von Danny und Stevie, Ehemann von Vera Evans, Ex-Schwager von Meg Bannock | Charles Rettinghaus       | 1–16              |
| Vera Evans      | Olga Kurylenko        | Ex-Showgirl, Ehefrau von Ike Evans, Stiefmutter von Danny und Stevie                           | Eva Michaelis             | 1–16              |
| Stevie Evans    | Steven Strait         | Ike Evans ältester Sohn, Stiefsohn von Vera Evans, Affäre mit Lily Diamond                     | Ozan Ünal                 | 1–16              |
| Danny Evans     | Christian Cooke       | Ike Evans jüngster Sohn, Stiefsohn von Vera Evans                                              | Ricardo Richter           | 1–16              |
| Lauren Evans    | Taylor Blackwell      | Tochter von Ike Evans, Schwester von Stevie und Danny                                          |                           | 1–8, 11, 12, 14   |
| Meg Bannock     | Kelly Lynch           | Ex-Schwägerin von Ike Evans                                                                    | Christin Marquitan        | 1–5, 7–14, 16     |
| Ben Diamond     | Danny Huston          | Mafiaboss in Miami, Teilhaber von Ike Evans, Ehemann von Lily Diamond                          | Erich Räuker              | 1–16              |
| Lily Diamond    | Jessica Marais        | Ehefrau von Ben Diamond, Geliebte von Stevie Evans                                             | Sanam Afrashteh           | 1–16              |
| Mercedes Lozaro | Dominik García-Lorido | Jugendliebe von Danny Evans                                                                    | Maja Maneiro              | 1–8, 10–16        |
| Judi Silver     | Elena Satine          | Callgirl und Hostess, Angestellte von Ike Evans                                                | Marie Möller              | 1–8               |
| Victor Lazaro   | Yul Vázquez           | Hotelmanager im Miramar Playa, Witwer von Maria                                                | Sebastian Christoph Jacob | 1–8               |
| Sy Berman       | James Caan            | Mafiaboss aus Chicago                                                                          |                           | 9, 10, 12, 15, 16 |
| Jack Klein      | Matt Ross             | Bezirksstaatsanwalt                                                                            | Mario Hassert             | 2, 3–16           |
| Bel Jaffe       | Michael Rispoli       | Mafioso                                                                                        | Detlef Bierstedt          | 1–4, 5–16         |
|                 | Michael Cannestro     | Ben Diamond's Body Guard                                                                       |                           | 1–5, 6–16         |
| Vincent Lamb    | John Cenatiempo       | Mafioso                                                                                        | Ronald Nitschke           | 2, 3–16           |

## Auszeichnungen
Bei der Primetime-Emmy-Verleihung 2012 war die Serie in der Kategorie Bester Vorspann (Outstanding Main Title Design) nominiert.